# Andrew Tarnowski
Andrew Tarnowski, Andrzej Zygmunt Tarnowski (ur. 18 września 1940 w Genewie) – brytyjski pisarz i reporter polskiego pochodzenia.
Ukończył Ampleforth College oraz Uniwersytet Oksfordzki, przez krótki okres pracował jako księgowy, następnie, przez ponad 30 lat, był reporterem Reuters News Agency w Polsce, Hiszpanii, Włoszech, Argentynie, Indiach i Libanie.
W 2006 opublikował książkę Last Mazurka: A Family's Tale of War, Passion, and Loss (wydanie polskie pt. Ostatni mazur) opisującą losy swojej rodziny od strony ojca. Za treści zawarte w tej książce został wykluczony ze Związku Rodu Tarnowskich.